# Raatská cesta
Raatská cesta je cesta ve východní části území obce Suomussalmi, spojující vlastní Suomussalmi s pohraničním sídlem Raate. Za Zimní války se stala bojištěm, na kterém se odehrála druhá část bitvy o Suomussami: bitva na Raatské cestě (někdy je považována za samostatnou bitvu). V tomto střetnutí zde byla zcela zničena 44. pěší divize Rudé armády, přezdívaná Modrá, resp. Stalinova divize. 